# Juan Velasco
Juan Velasco Damas (Dos Hermanas, 17 mei 1977) is een Spaans voormalig voetballer en huidig voetbaltrainer. In 2000 debuteerde hij in het Spaans voetbalelftal.
Velasco speelde tijdens zijn profloopbaan bij Sevilla FC (1996-1999), Celta de Vigo (1999-2004), Atlético Madrid (2004-2006), RCD Espanyol (2006-2007), Norwich City (2008) en Panthrakikos (sinds 2008). Daarnaast kwam de verdediger in 2000 vijf keer uit voor het Spaans nationaal elftal. Velasco behoorde tot de Spaanse selectie voor het Europees kampioenschap 2000.
In 2011 stopte hij moet voetballen. Velasco begon in 2013 met zijn trainerscarrière/